# Monasterio de Rodilla (kommunhuvudort)
Monasterio de Rodilla är en kommunhuvudort i Spanien.   Den ligger i provinsen Provincia de Burgos och regionen Kastilien och Leon, i den norra delen av landet, 230 km norr om huvudstaden Madrid. Monasterio de Rodilla ligger 880 meter över havet och antalet invånare är 219.
Terrängen runt Monasterio de Rodilla är platt åt sydväst, men åt nordost är den kuperad. Monasterio de Rodilla ligger nere i en dal. Runt Monasterio de Rodilla är det mycket glesbefolkat, med 4 invånare per kvadratkilometer. Närmaste större samhälle är Briviesca, 15,8 km nordost om Monasterio de Rodilla. Trakten runt Monasterio de Rodilla består till största delen av jordbruksmark.